# エッジテクノロジー
エッジテクノロジー株式会社（英：EDGE Technology Inc.）は東京都千代田区に本社を置き、AI導入コンサルテーション、ビッグデータ分析、リソース提供、AI実践スクール、AI人材専門の有料職業紹介、AI関連プロダクトの販売などAI領域の各種ソリューションを提供している。

## 事業概要
- 同社は教育をAIビジネスの起点とし、そこから派生させる形でコンサル/プロジェクト支援やプロダクト開発/提供を行っている。
- 教育は、AIの実務家の育成を目指したスクールを開催しており、個人向けリカレント学習としてAI実践スクール「AIジョブカレ」を提供している。「AIジョブカレ」は、JDLA(日本ディープラーニング協会)認定プログラムであり、累計受講者は3,600名(2020年6月時点)である。当初は個人向けとしてスタートしたサービスであるが、AI人材育成に積極的な事業会社やSIベンダー向けの研修サービスとしても活用されている。
- AIを自社ビジネスに活用したいが社内人員のスキルが不足している、データ分析をこれから始めたい、といった企業に対し、コンサルやプロジェクト支援を実施している。データ分析基盤の構築にあたり、必要なスキル構成の人員を自社人員およびフリーランスを適宜アサインしている。同社設立時より運営している「BIGDATA NAVI」は、AI領域に特化したフリーランスエンジニアのネットワークとして国内最大級であり、同ネットワークのリソースを活用して支援したプロジェクト数は、2019年5月から2020年4月の1年間で合計130件(契約社数：118社)となっている。
- 教育、コンサル、プロジェクト支援を通して、広く利用されるシステムに関しては、プロダクトとして開発/提供を進めている。現在は、AIガバナンスに強みを持った「Edge Algo Platform」、目的別AIモデル群「Edge AIモデル」、営業支援ツール「GeAIne」を提供している。
- その他、自社メディアである「AI drops」では、最新の技術動向やフリーランスエンジニア向けの情報発信を行っている。
- 2024年10月30日、千葉銀行は株式公開買付け（TOB）にて95.50%の株式を取得した[3][4]。完全子会社化を目的としており、同年12月6日付で株式上場廃止となった[1]。

## 事業所
〒101-0038　東京都千代田区神田美倉町7番1 Daiwa神田美倉町ビル 4F

## 提供サービス
- AI導入コンサルテーション：AIモデルを構築してシステムに実装するまでを一気通貫で支援する。PoCなど、フェーズを区切ったスポット型コンサルテーションや製品選定などのアドバイザリーにも柔軟に対応している。
- ビッグデータ分析：データ分析のノウハウを持たない、またはリソースが足りない事業会社向けに、将来予測などのデータ分析業務を行う。社数限定で、無料診断サービスを毎月提供している。

- リソース提供、内製化支援：国内最大級の自社ネットワークから、プロジェクトに必要なスキルを持つエンジニアを目利きにより選定し、プロジェクトを推進するためのリソースを提供する。データ分析業務内製化を目指す企業には、事前ヒアリングを行い、ビジネス課題を抽出することで、チーム編成からリテラシー向上のための研修など多面的に支援する。
- AI実践スクール：JDLAの認定プログラム(E資格)である。また、同プログラムは経済産業省の第四次産業革命スキル習得講座にも認定されている。実務に直結するAI実践スクールをコンセプトとしており、フリーランスエンジニアを中心に実務家が講師を務めている。法人研修では、企業ニーズに合わせてカリキュラムを柔軟にカスタマイズできるため、社内エンジニアの育成だけでなく、新入社員研修にも採用されている。

- 有料職業紹介：AI人材活用を促進するAI領域専門の有料職業紹介を提供している。若手層はAI実践スクールの受講者から、ハイクラス層は自社のフリーランスデータベースを中心に転職希望者を集客することで、ライフステージに合わせた選択(フリーランスと正社員)が可能な、柔軟な働き方を支援している。

## 提供製品
- Edge Algo Platform：AIガバナンスに強みを持ったAIプラットフォームである。
- GeAIne：問い合わせフォーム向けの営業活動をデジタル化したサービスである。
- ED HACK:マイクロラーニングを取り入れたAIプログラミングの学習ツールである。

## 所属団体
- 日本ディープラーニング協会・正会員
- データサイエンティスト協会・賛助会員
- 人工知能学会・賛助会員